# Eretmotus tangerianus
Eretmotus tangerianus är en skalbaggsart som beskrevs av Sylvain Auguste de Marseul 1862. Eretmotus tangerianus ingår i släktet Eretmotus och familjen stumpbaggar. Inga underarter finns listade i Catalogue of Life.